# Colchester (condado de New London)
Colchester es un lugar designado por el censo ubicado en el condado de New London en el estado estadounidense de Connecticut. En el año 2010 tenía una población de 4,781 habitantes.

## Geografía
Colchester se encuentra ubicado en las coordenadas 41°34′38″N 72°19′58″O / 41.57722, -72.33278.